# شبکه (فیلم ۱۹۷۶)
شبکه (به انگلیسی: Network) فیلمی کمدی-درام به نویسندگی پدی چایفسکی و کارگردانی سیدنی لومت محصول سال ۱۹۷۶ است. فیلم نامزد ٩ جایزهٔ اسکار بود که ۴ جایزهٔ را در بخش‌های بهترین بازیگر نقش اول مرد، بهترین بازیگر نقش اول زن، بهترین بازیگر نقش مکمل زن، و بهترین نویسندگی را ازآن خود کرد. بیاتریس استرایت برندهٔ جایزهٔ اسکار بهترین بازیگر نقش مکمل زن در این فیلم، تنها ۵ دقیقه و دو ثانیه در فیلم حضور داشت که کوتاه‌ترین نقش برنده اسکار بوده‌است.

## بازیگران
- فی داناوی
- ویلیام هولدن
- پیتر فینچ
- رابرت دووال
- ند بیتی
- بیاتریس استرایت
- ویسلی دیود
- کونچتا فرل